# Tanja Delladio
Tanja Delladio (12. srpnja 1989.), hrvatska gimnastičarka i hrvatska državna reprezentativka. 

## Sudjelovanja na velikim natjecanjima
- europska prvenstva

- svjetska prvenstva

Sudionica svjetskog prvenstva koje se je održalo od 13. do 21. listopada 2006. godine u Aarhusu.

### Element "Delladio"
opis elementa
Element na dvovisinskim ručama niže težinske vrijednosti (C).
Prvi puta ga je prijavila i izvela na ?, a ? godine upisan je pod njezinim prezimenom u Pravilnik Međunarodne gimnastičke federacije.

### Element "Delladio 2"
opis elementa
Element na dvovisinskim ručama niže težinske vrijednosti (C).
Prvi puta ga je prijavila i izvela na ?, a ? godine upisan je pod njezinim prezimenom u Pravilnik Međunarodne gimnastičke federacije.